# Юэн Макколл
Ю́эн Макко́лл (настоящее имя — Джеймс Генри Миллер) — оказавший большое влияние на возрождение фолк-музыки в Великобритании певец-композитор, актёр, поэт, деятель социалистического движения.

## Биография
Джеймс Генри Миллер родился в 1915 в Солфорде. Его родители были по происхождению шотландцами. Юэн Макколл бросил школу в четырнадцатилетнем возрасте и, пополнив ряды безработных, начал зарабатывать на жизнь исполнением песен и театральными выступлениями на улицах. Иногда ему удавалось найти временный заработок: он работал механиком, рабочим на фабрике и на стройке. В это время он активно занимался самообразованием, начав читать книги в библиотеке, где он укрывался от холода.
Вскоре он вступил в Лигу молодых коммунистов и стал актёром любительской театральной труппы социалистического толка под названием «Горнисты» (The Clarion Players). Посчитав театральную деятельность слишком скучной, он организовал свою собственную агитбригаду «Красные мегафоны». В этот период Юэн Макколл пробует писать пьесы, а также стихи и юмористические заметки, которые он помещает в рабочих газетах Коммунистической партии Великобритании. В 1934 году он женился на Джоан Литлвуд, театральном режиссёре.
Макколл поступил на службу в Британскую армию в июле 1940 года, но дезертировал в декабре. Почему он так поступил и почему его не привлекли к ответственности, остаётся загадкой.
Юэн Макколл сочинил около 300 песен, многие из которых были написаны для театральных программ. Наиболее известны такие песни, как «Dirty Old Town», «The First Time Ever I Saw Your Face», «The Shoals of Herring», «Freeborn Man», «My Old Man», «The Thirty-Foot Trailer» и «The Manchester Rambler». Большинство самых известных его произведений были написаны во время работы в фолк-клубах. В 1953 Макколл вместе с Аланом Ломаксом, Бертом Ллойдом и Шемусом Эннисом открыл Ballads and Blues Club, позже известный как Singers Club, просуществовавший до 1991. В начале 1950-х написал «Балладу о Хо Ши Мине» (до сих пор популярную во Вьетнаме) и «Балладу о Сталине».
С конца 1950-х годов и до конца 1980-х Макколл выпустил множество альбомов с традиционными и современными песнями. Работал в качестве продюсера над альбомами Доминика Биэна, брата известного ирландского драматурга Брендана Биэна.
Юэн Макколл и его третья жена, известная американская певица Пегги Сигер, были страстными собирателями фольклора, в том числе среди цыган и шотландских «путешественников» (людей, ведущих бродячий образ жизни).
Его дочь от второго брака Керсти Макколл, трагически погибшая в 2000 году в возрасте 41 года, была известной в Великобритании певицей: она работала с такими знаменитыми исполнителями, как The Rolling Stones, Simple Minds, Talking Heads, Роберт Плант , Ван Моррисон, Моррисси, Билли Брэгг.

## Дискография
- Scots Street Songs (1956)
- Shuttle and Cage (1957)
- Barrack Room Ballads (1958)
- Still I Love Him (1958)
- Bad Lads and Hard Cases (1959)
- Songs of Robert Burns (1959)
- Haul on the Bowlin'(1961)
- The English and Scottish Popular Ballads (Child Ballads) (1961)
- Broadside Ballads, vols 1 and 2 (1962)
- Off to Sea Once More (1963)
- Four Pence a Day (1963)
- British Industrial Folk songs (1963)
- Steam Whistle Ballads (1964)
- Bundook Ballads (1967)
- The Wanton Muse (1968)
- Paper Stage 1 (1969)
- Paper Stage 2 (1969)
- Solo Flight (1972)
- Hot Blast (1978)
- Daddy, What did You Do in The Strike? (1985)